# Mimudea trilampas
Mimudea trilampas là một loài bướm đêm trong họ Crambidae.